# Malans (Doubs)
Malans település Franciaországban, Doubs megyében. Lakosainak száma 151 fő (2022. január 1.). Malans Amondans községgel határos.

## Népesség
A település népességének változása:
| Lakosok száma | 139  | 130  | 145  | 158  | 167  | 181  | 173  | 160  | 158  | 151  |
|               | 1968 | 1990 | 1999 | 2011 | 2013 | 2016 | 2017 | 2019 | 2020 | 2022 |